# Forte de Santo Antônio do Monte Frio
O Forte de Santo Antônio do Monte Frio localizava-se ao sul da foz do rio Macaé, na ponta de terra entre a praia de Imbetiba e a praia das Conchas, fronteira ao Arquipélago de Sant'Anna (ilhas de Santana, do Francês, do Papagaio e ilhote Sul), na cidade (e município) de Macaé, no litoral norte do estado brasileiro do Rio de Janeiro.

## História
Este forte foi erguido por determinação do governador e Capitão-mor da Capitania do Rio de Janeiro, Constantino de Menelau (1615-1617) a partir de 1613 (1615?) (LISBOA, Balthazar. Annaes do Rio de Janeiro (vol. 1º, cap. 8º). apud SOUZA, 1885:111), e constituiu-se no núcleo da povoação de Macaé, cujo ancoradouro defendia.
O governador Francisco de Castro Morais (1699-1702) reforçou-lhe a artilharia com mais cinco peças de diferentes calibres (SOUZA, 1885:111), após procedidos reparos (GARRIDO, 1940:101).
Monsenhor Pizarro atribui a sua construção (restauração cf. GARRIDO, 1940:101-102) ao governo do Vice-rei D. Antônio Álvares da Cunha (1763-1767), que o artilhou com sete peças ("Memória Histórica do Rio de Janeiro (vol. 2º)". apud SOUZA, 1885:111) de calibre 16 libras. À época, o forte era guarnecido por milicianos da Comarca de Macaé, que se revezavam por milicianos de Campos dos Goitacazes. Encontra-se relacionado no "Mapa das Fortificações da cidade do Rio de Janeiro e suas vizinhanças", que integra as "Memórias Públicas e Econômicas da cidade de São Sebastião do Rio de Janeiro para uso do Vice-Rei Luiz de Vasconcellos, por observações curiosas dos anos de 1779 até o de 1789" (RIHGB, Tomo XLVII, partes I e II, 1884. p. 34).
O Relatório do General Antônio Eliziário (Tenente-general graduado Antônio Elzeário de Miranda e Brito) de 1841, dá esta fortificação como em ruínas (SOUZA, 1885:111), tendo participado como mera espectadora no incidente com o vapor inglês HMS Sharpshooter, a 23 de Junho de 1850 (op. cit., p. 111), que aprisionou e incendiou um navio negreiro, naquele trecho do litoral fluminense (GARRIDO, 1940:102).
Desarmado pelo Aviso do Ministério da Guerra de 19 de Novembro de 1859 (SOUZA, 1885:111), recolheu-se-lhe o material transportável (artilharia, munições e demais petrechos), sendo o imóvel confiado à guarda do Governo da Província do Rio de Janeiro (GARRIDO; 1940:102).
Foi sucedido, ao final do século XIX, pelo Forte Marechal Hermes.